# 狭瓣八仙花
狭瓣八仙花（学名：Hydrangea angustipetala）为绣球花科绣球属下的一个种。

## 扩展阅读
- 維基物種上的相關：狭瓣八仙花